# 동슬라브족
동슬라브족은 동슬라브어군을 구사하는 슬라브 민족이다. 모두 중세의 키예프 루스를 시초로 형성된 루스 지역의 주요 구성원을 기원으로 하며, 17세기부터 러시아인, 벨라루스인, 우크라이나인으로 분리되었다.

## 역사
슬라브족이 동/서/남으로 갈라졌을 때 나온 민족 중 하나이다. 이들은 동쪽으로는 드니프로강에 정착했다. 동슬라브인들은 한 동안 중앙아시아에서 이주해 온 튀르크족의 지배를 받았으나, 나중에 키예프 루스를 건국하면서 튀르크족의 지배에서 벗어났으며 이 시기부터 동슬라브족의 정체성이 형성되기 시작하였다. 키예프 루스가 몽골에 의해 붕괴된 이후에는 키예프 루스에 속해있던 각 위성공국 가운데 루테니아(루스 서부)의 폴라츠크 공국(벨라루스 지역)과 갈리치아-볼히니아, 체르니히우 공국(우크라이나 지역)은 14세기까지 한 동안 킵차크 칸국의 식민 지배를 받다가 14세기부터 18세기까지 폴란드-리투아니아 연방의 지배를 받았으며, 노브고로드 공화국, 프스코프 공화국, 랴잔 대공국, 블라디미르 대공국, 트베리 대공국, 모스크바 대공국, 스몰렌스크 대공국 등 오늘날의 러시아에 해당하는 지역은 킵차크 칸국의 식민 지배를 받았으나 나중에 모스크바 대공국을 필두로 몽골의 지배에서 독립하여 러시아 제국으로 발전하였다.
이렇듯 기존의 키예프 루스에서 러시아, 벨라루스, 우크라이나로 국가 정체성이 분리되면서 동슬라브족은 러시아인, 벨라루스인, 우크라이나인으로 정체성이 갈라지게 된다.

## 동슬라브족의 목록

### 역사적인 종족
- 드레블랴네족
- 일멘 슬라브
- 크리비치인
- 폴란인
- 라디미치인
- 뱌티치인
- 세베리아인
- 티베르치인
- 울리치인
- 볼히니아인
- 둘레비인
- 부잔인
- 폴로찬인
- 드레고비치인

### 오늘날 동슬라브계 민족
- 러시아인
- 벨라루스인
- 우크라이나인
- 루신인
- 리포반 러시아인
- 카자크

## 종교
주로 정교회를 믿으며, 우크라이나인과 벨라루스인의 일부는 동방 가톨릭교회라는 정교회와 가톨릭교가 혼합된 종교를 믿기도 한다.

## 문화
주로 동방정교회를 기반으로 하는 동슬라브 문화를 형성하고 있다.

## 같이 보기
- 서슬라브족
- 남슬라브족